# Amazon Web Services
Amazon Web Services（アマゾン ウェブ サービス、略称：AWS）とは、Amazon Web Services, Inc. により提供されるクラウドコンピューティングサービスである。2006年にサービス提供が開始され、IaaS における世界的シェアが39％で1位。世界で数百万以上、日本国内においても数十万を超える顧客が AWS を利用している。
企業システムなどのインフラストラクチャとして用いられる IaaS で他サービスを圧倒的にリードしており、デファクトスタンダードである。ガートナー社が発行するマジック・クアドラントのクラウドインフラストラクチャとプラットフォームサービス (CIPS) において、12年連続でリーダーに選出されている。顧客を起点に考える顧客中心のイノベーションアプローチが採用され、サービスや機能の90%以上が顧客要望をベースとして開発およびリリースしている。
AWS が提供する、コンピューティング、ストレージ、データベース、ネットワーク、セキュリティ、ハイブリッドクラウド、モバイル、分析/解析 (Analytics)、機械学習/人工知能 (ML/AI)、IoT、仮想現実/拡張現実 (VR/AR)、ロボット工学 (Robotics) といった様々な分野の様々なサービスを組合せることで、ユーザーが求める IT インフラストラクチャを速やかに構築することが可能。2004年の Amazon Simple Queue Service（SQS）の提供開始から始まり、現在のサービス数は200を超える。最も有名なサービスとしては AWS のサービス提供開始と共にリリースされた Amazon Elastic Compute Cloud (EC2) や Amazon Simple Storage Service (S3) がある。

## 全体アーキテクチャ
AWS は2023年1月現在、アメリカ東部（北バージニア、オハイオ）、アメリカ西部（カリフォルニア、オレゴン）、カナダ（中部）、南アメリカ（サンパウロ）、ヨーロッパ（アイルランド、フランクフルト、ロンドン、ミラノ、パリ、ストックホルム）、東南アジア（シンガポール、ムンバイ）、東アジア（東京、大阪、ソウル、香港）、オセアニア（シドニー）、中東（バーレーン）、アフリカ（ケープタウン）など、31のリージョン（地域）で展開されている。世界中に400以上ものキャッシュポイント（PoP、Point Of Presence）を持ち、245の国と地域で安全かつ拡張性と信頼性の高いサービスを利用することができる。
データの保管や各種サービスが、利用者によって選択されたリージョンに在るサーバーで運用される。例えば日本国内で利用されるシステムに関しては、ネットワークレイテンシの観点や個人情報を日本国内に保管する必要がある等のデータ保管場所の取決めにより、東京リージョンもしくは大阪リージョンが選択されることが多いが、これは AWS が用意した関東地方もしくは関西地方に位置するデータセンター内にあるサーバーやストレージを利用することを意味している。データセンターの具体的な場所についてはセキュリティ上の理由から非公開。なお、複数のリージョンで同時に障害が発生しないように、内部ネットワークやデータ領域など、それぞれのリージョンが疎結合となるように設計されている。
基本的に全てのリージョンを同一の AWS アカウントで利用することが可能。例外として、アメリカ政府専用の "GovCloud"、並びに中国（北京、寧夏）の特殊なリージョンも存在し、これらについては当該リージョン専用のアカウントが必要となる。また、これらの特殊なリージョンについては、AWS 内部ネットワークも他の通常リージョンと隔離されている。
各リージョンは、複数のアベイラビリティーゾーン（AZ、エーゼット）を持つ。AZ は、1つ以上の独立したデータセンターで構成される。AZ 間は、停電や洪水、火災、地震などのリスクを避けるために物理的に意味のある距離（数 km から 100 km）が取られているものの、AWS 内部の通信により1〜2ミリ秒のレイテンシで非常に高速な通信が可能。システム障害に備えたり規模を拡大したりするために、複数の AZ を利用したマルチサイトシステムを設計して実行することができる。オンプレミスでは構成や構築のハードルが高かった複数のデータセンターに跨る高可用性マルチサイトインフラストラクチャを、現地に足を運ぶこともなく GUI 操作のみで構築することが可能。なお、複数の AZ ではなく、東京リージョンと大阪リージョン、といった形で複数のリージョンを用いた構成を取ることもでき、多数のサービスが対応している。

## 代表的なサービスのアーキテクチャ
先述の通り、AWS では多数のサービスが提供されており、有名なサービスが多くあるが、特に有名なサービスとしては AWS がリリースされた2006年に利用可能となり長い歴史を持つ EC2 と S3 がある。それぞれのサービスにおいて特徴的なアーキテクチャは以下の通り。

### EC2
仮想サーバー（インスタンス）を提供する EC2 では、Nitro（ナイトロ）アーキテクチャが採用され、ネットワーク、ストレージ、セキュリティ/マネジメント/モニタリングといった仮想サーバーを提供するための周辺機能については AWS によって開発された専用ハードウェアにオフロードされて実行されている。これにより、CPU やメモリ処理のほぼ全てを顧客が利用する仮想サーバーに割当ることができ、高効率で高信頼な基盤が提供される。バージョンアップやセキュリティアップデートなど90％以上のメンテナンス処理が仮想サーバーを停止することなく実行され、それ以外のメンテナンスについても2秒以内に完了するため、稼働している仮想サーバーが中断されるケースがほぼ無い。

### S3
オブジェクトストレージの S3 では、標準の設定でオブジェクトが自動的に3つの AZ にコピーして保管され、1年間に 99.9999999%もの耐久性と、99.99% の可用性が保障される。低レイテンシかつ高スループットであるため、各種アプリケーション、ウェブサイト/コンテンツ配信（静的ウェブページ）、ビッグデータ分析など、幅広いユースケースに適する。保存可能な容量は無制限だが、1つのオブジェクトのサイズは最大 5TB まで。バージョン管理やライフサイクル管理を行う機能を備える。

## アーキテクチャ その他
先述の通り AWS では200を超えるサービスを提供しているが、オンプレミスと同様の仮想サーバー機能をクラウドでも利用したいといったシンプルな要件であれば、ごく一部のサービスの組合せのみで構成が完了する。その要件の場合、専用線を構成するサービスである AWS Direct connect (DX) を用いてオンプレミスと AWS を接続した後、仮想的なネットワークを構成する Amazon Virtual Private Cloud (VPC) で利用するリージョンや IP アドレス、セキュリティグループを指定し、作成した VPC 内で EC2 インスタンスを起動する、といったイメージになる。他には、例えばファイルサーバーの機能を利用したければ、Amazon Elastic File System (EFS) や Amazon FSx、リレーショナルデータベースを利用したければ Amazon Relational Database Service (RDS)、といった形で、利用するサービスを追加していく。EFS や RDS は、AWS によってサーバーが管理され、ファイルサーバーやデータベースの機能のみを利用できる便利なサービス（これらはマネージドサービスと呼ばれる）であり、クラウド環境のメリットを多く享受できるため AWS 環境において採用されやすいが、もちろん EC2 の仮想サーバー上に自身でファイルサーバーやデータベースを構成しても良い。
サーバーレスサービスもあり、例えば AWS Lambda は、実行したいプログラムを記述することで、そのプログラムが動作（処理）している間だけ料金がかかる形で利用することができる。たまにしか実行しないアプリケーションのためにサーバーを用意する必要が無い。
オンプレミスからの移行にあたっては、AWS が考える 7R によって整理され、それぞれの移行方式を実行するためのサービスが提供される。バックアップインポート方式でシンプルに移行する方法（VM Import/Export）もあれば、レプリケーション方式でダウンタイムを短くする移行方法（AWS Server Migration Service）もある。データベースを移行するためのサービス（AWS Database Migration Service）なども用意されている。
ユーザーが各サービスを理解しやすいように、ブラックベルトオンラインセミナー が AWS ジャパンによって提供されている。各サービスの概要などを説明した PDF 資料と動画コンテンツが用意され、無料かつユーザー登録不要で利用することができる。これとは別に通常の有償トレーニング（研修）も用意されている。

## セキュリティ
セキュリティは AWS における最優先事項として定義される。最高レベルのセキュリティとなるよう設計され、軍隊や国際的な銀行、その他の高い機密性が求められる組織のセキュリティ要件をも満たすように構築されている。データを保管する全てのAWS サービスでデータの暗号化機能を提供。責任共有モデルによって AWS と顧客がそれぞれ管理するレイヤーが定義されており、例えば AWS の社員であっても顧客が保管するデータを閲覧することなどできない。また、セキュリティ、コンプライアンス、ガバナンス用のサービスと機能として300種類以上を提供する。加えて、セキュリティに限らず多数のコンプライアンス認定を受けている。

## 価格
すべてのサービスや機能の価格が Web 上で公開されており、無料利用枠もある。システム構成を元にした価格を AWS Pricing Calculator を用いて試算することが可能。一般的には、EC2 や RDS といったサービスで必要となるコンピューティング（CPU、メモリを必要とするもの）の料金と、S3 などのサービスでデータ保管にかかる料金が大半を占め、ロードバランサーなどネットワーク周りの料金は全体のごく一部になる。EC2 や RDS はオンデマンドではなく1年もしくは3年の期間契約にすることで、最大75%の割引を受けることができる（リザーブドインスタンス、Savings Plans）。サービスの利用開始後は、AWS の管理画面にサービスごとの内訳や利用時間帯など詳細が掲載される。
Amazon では利益を顧客に還元するという考え方があり、AWS はサービスを開始してから129回以上もの値下げを実施している（2023年2月現在）。値下げ幅の例としては EC2 では2008年から2017年の9年間で最大50%の値下げがあり、S3 については2008年から2016年の8年間で最大86%の値下げが実施された。IT 業界でありがちな保守費用の値上げが発生せず、利用期間中に発生する IT コスト単価が低減し続ける。AWS がハードウェアを大量に手配し、効率的に調達や構築を行うことなどによって実現されている。
なおクラウドサービスであるため、サーバーラックの費用や電気代、インフラ保守員の人件費など、あらゆる費用が価格に含まれる。よってオンプレミスとは異なったコスト計算を行う必要がある。即時の利用開始や利用開始後の即時終了も可能で、短期間の利用でもペナルティなど無い。そのため、短期間しか利用しないシステムや、試験環境/開発環境の準備にも適している。また、オートスケーリングやサーバーレスアーキテクチャといった技術を用いれば、自動的なサーバー台数の増減や自動的なリソース増減を行い、需要に基づいた無駄のないリソース提供を行うことができる。同様に中長期的なサーバーリソースの追加/削減についても簡単に対応可能。そのため、リソースの観点では事前に必要なリソース量を正確に見積る必要が無く、ワークロードに応じてコストを最適化できる。また先述の通りハードウェアメンテナンスが AWS によって自動的に実施されるため、一般的にオンプレミスでは4〜5年程度の頻度で実施しなければならないハードウェアリプレースや移行の費用も不要である。

## 歴史
2003年の終わりごろ、クリス・ピンカムとベンジャミン・ブラックは Amazon のサーバーインフラストラクチャの将来の展望についての論文を発表した。その論文では新たなサーバーインフラストラクチャは完全に標準化、自動化され、ストレージやネットワークが最終的にはウェブサービスに依存することになると書かれている。またその論文の終わりでは、企業の新たな IT インフラストラクチャとして、仮想上のサーバーサービスが普及する可能性に対して言及している。
2004年の11月に AWS が Simple Queue Service としてスタート。EC2 は南アフリカのケープタウンでピンカムと開発のリードであるクリス・ブラウンによって設計された。元々は、Amazon がコスト削減のために実施した高価な Sun サーバーから安価な HP/Linux へのリプレースが完了したタイミングで、「小売業の繁忙期以外ではサーバーリソースが余剰となるため、空いているサーバーリソースを他社に貸し出せば良い」というジェフ・ベゾスのアイデアが生まれたことから、サービス提供の構想が始まった。
2006年、AWS が公開。3月13日に Amazon Simple Storage Service（S3）、8月23日に Amazon Elastic Compute Cloud （EC2）をリリース。
2009年10月22日、マネージド型 RDBMS サービスである Amazon Relational Database Service（RDS）をリリース。
2010年11月、Amazon.com が小売ウェブ関連のサービス全てを AWS 上に移行。
2011年3月2日、世界５番目のリージョン、日本で初めてのリージョンとして、東京リージョンを開設。日本語の24時間サポートサービスを提供開始。
2012年1月18日、キーバリューストアデータベースである Amazon DynamoDB をリリース。
2014年、AWS Lambda と、コンテナ管理サービスである Ealstic Container Service（ECS）をリリース。
2018年、AWS 自社設計の Arm CPU である Graviton (グラビトン) を提供開始。
2018年2月、日本国内2拠点目となる大阪ローカルリージョンを開設。大阪ローカルリージョンは、東京リージョンで稼働させているシステムやデータのバックアップと DR 用途としての利用を前提にしていた。
2019年8月23日、東京リージョンで冷却システムの不具合による障害が発生し、日本国内の多くの Web サービスやスマートフォンアプリが影響を受けた。
2020年10月8日、日本政府が総務省の第二期政府共通プラットフォームを AWS を用いた情報システム基盤で運用開始。
2020年10月26日、デジタル庁が日本政府用の共通クラウド基盤であるガバメントクラウドとして、3社の応募があったうち、AWS と Google Cloud Platform (GCP) をセキュリティや業務継続性で観点で選定。
2021年3月2日、大阪リージョンを開設。2018年から一部ユーザー向けに提供していた AWS 大阪ローカルリージョンを拡張し、3つの AZ を備えるリージョンである。日本国内では東京に続いて2番目のリージョンにあたり、東京リージョンの開設からちょうど10年後にリリースされた。
2021年9月2日、東京リージョンでハードウェア障害によるネットワークの接続不良が発生。証券会社や気象庁でデータ更新に通常よりも時間がかかったり、NTT ドコモではポータルサイトのアプリが開かないなどの不具合が生じた。航空会社でもチェックインシステムなどで障害が発生し、日本国内の広範囲に影響を及ぼした。
2022年4月、アマゾンウェブサービスジャパン合同会社がホワイト企業ランキングで13,000社中の3位にランクイン。
2022年8月15日、日本全国でテレビ CM が放映開始。同年12月上旬まで。ANA、出前館、星野リゾート、Disney＋といった実際に AWS 上で稼働するシステムを題材にした内容で作成された。
2022年10月、Google が2024年までに日本へ1,000億円を投資する計画を明らかにしたことを受け、AWS も日本への投資額を公表。本年だけで3,480億円、東京リージョンが開始した2011年からの12年間合計で1兆3,510億円であったことが判明。
2022年11月、ABEMA が行った FIFA ワールドカップ カタール 2022の映像配信において、AWS の CloudFront と Akamai の CDN が採用された（FIFAワールドカップ カタール2022 (ABEMA)）。日本代表戦では2,000万人以上が視聴し、韓国のリージョンの CloudFront が併用された。
2023年4月、AWS Summit Tokyo が幕張メッセで4年ぶりに物理開催された。
2023年10月、生成 AI サービスである Amazon Bedrock をリリース。テキストの生成やテキストの要約、チャットボット、画像生成、検索、パーソナライズなどの機能を構築できる。基盤モデルは「Amazon Titan」「Jurassic-2」「Claude 2」「Stable Diffusion」「Cohere」などから選択可能で、基盤モデルごとの得意な分野を踏まえて基盤モデルを選択し、利用することが可能。
2024年1月、日本での生成AIの活用などでデータ利用が増加していることにより、データセンターの建設や運用、セキュリティー対策などの需要が増大すると見込んで2023年からの5年間で日本に2兆2600億円を投資する計画を発表した。

## 障害
障害が発生した場合は AWS Health Dashboard に内容が掲載される。
大規模障害は稀ではあるが、1つ以上のデータセンターで構成されるアベイラビリティゾーン (AZ) の単位で発生することが一般的である。そのため、マルチ AZ 構成の設定にしておくことで大抵の場合は障害が発生したとしても影響を軽微にすることが可能。リージョンレベルでは耐障害性の観点から各リージョンが疎結合となるように設計されており、理論上は複数リージョンで同時に障害が起こるようなことは有り得ない。しかし、前述の通り利用顧客数が非常に多く、企業システムや行政システム、様々な Web サイト、モバイルアプリケーション、通信会社のネットワーク処理、オンラインゲームなど多様な形で利用されており、AZ レベルの障害でも社会的な影響が発生することがある。
クラウドとはいえ物理的なハードウェア上で仮想サーバーが動作していることは変わりなく、ハードウェア障害等によって仮想サーバーが停止するケースはあるが、自動的に新しいサーバーが起動して復旧する仕組みになっている。当然、その際にデータが新しいサーバーに引き継がれる。自動復旧にあたって AWS が確保している予備のハードウェアが用いられるため、利用者側で個別に予備のハードウェアを確保しておく必要は無い。なお、自動復旧された際にメール通知を受ける設定なども可能。
自動復旧されないような障害が発生した際も、利用者が復旧対応などを行う必要はなく、AWS のスペシャリストによって復旧作業が実施される。利用者への追加費用負担も無く、SLA が定義されているため、障害などより稼働率を満たさなかった場合には利用者に利用料の返金が行われる。

## サポートサービス
すべての AWS サービスで重要度やサポートプランに関わらず日本語によるサポートを受けることができる。サポートプランはベーシック（無料）、デベロッパー（29 USD〜 / 月）、ビジネス（100 USD〜 / 月）、エンタープライズ（15,000 USD〜 / 月）の4種類。価格は、①サポートプランごとの最低料金 と、②AWS 全体の使用料に対して、サポートプランと使用料ごとに決められたパーセンテージ（3〜10%）を適用した金額、の2つを比較して大きい方の金額になる。最低利用期間は30日。問合せ回数は無制限。問合せは Web フォームから行い、メールでやりとりする。デベロッパー以上の有償サポートプランであれば、問題が発生した場合だけでなく、サービスの使い方や仕様など技術的な質問への回答も実施される。 さらにビジネスまたはエンタープライズのサポートプランであれば電話およびチャットも利用可能で、重要度に関係なく24時間365日対応。最上位のエンタープライズのサポートプランでは運用をサポートするテクニカルアカウントマネージャー（TAM、タム）がアサインされる。

## クラウドコンピューティング認定プログラム
2025年5月時点では AWS クラウドに関する以下の認定試験が提供されている。AWS 認定資格は3年間有効で、資格更新には上位試験または同一の試験に合格する必要がある。試験はピアソン VUE を通じて配信されており、テストセンターまたは自宅などからリモートで受験することが可能。合否は受験から5営業日以内にメールで通知される。クレドリーに対応しており、連携しておけば合格した際は即時で通知を受けることができる。
日経クロステックの「IT資格実態調査」では、AWS 関連資格が「取得したい IT 資格」として2018年から2023年の5年連続で1位となっていた。。

### 基礎レベル
- Cloud Practitioner
- AI Practitioner

### アソシエイトレベル
- Solutions Architect – Associate
- SysOps Administrator – Associate
- Developer – Associate
- Data Engineer – Associate
- Machine Learning Engineer - Associate

### プロフェッショナルレベル
- Solutions Architect - Professional
- DevOps Engineer - Profesional
  - SysOps Administrator – Associate および Developer – Associate の上位資格

### 専門知識（スペシャリティ）
- Advanced Networking - Specialty
- Security - Speciality
- Machine Learning - Specialty

## パートナーコミュニティ
利用者や協業する企業が多いという点も AWS の利用メリットであり、世界中に何百万もの顧客と、数万のパートナーがいる。パートナーは、AWS パートナーネットワーク (APN) として定義され、AWS のテクノロジーを専門とする多くのシステムインテグレーター (SIer) と、AWS 上での動作をサポートする多数のソフトウェアベンダー (ISV) が参加する。
AWS に関する情報を Blog などで提供する利用者が多いことも特徴で、Web 検索によって他の利用者が必要とする情報を見つけやすい。

## システムインテグレータとの相性の問題
パートナーコミュニティに参加するような AWS の技術を売りとするシステムインテグレータ（SIer）などは問題ないが、旧来からのオンプレミスを顧客に納入する SIer は、AWS の導入にシフトすることが難しい側面がある。
理由は2点ほどあり、1つめは、AWS を採用すると、SIer がモノを顧客に納入することによって得ている利益を出せなくなるという点である。従来のオンプレミスではハードウェアやソフトウェアといったモノを安く仕入れて顧客に納入することで SIer が利益を確保できるが、AWS では価格が公開されており、SIer にとっての原価が顧客に見えてしまう。また資産管理の観点で顧客が直接 AWS と契約することが一般的であり、そもそも SIer が商流に入れないことが多い。
2つめは、SIer が顧客から受注する作業費も減少するという点である。AWS のサービスによってインフラストラクチャが提供されるため、オンプレミスで必要とするサーバーやネットワークのハードウェア、仮想化、オペレーティングシステム、データベースなどのインフラストラクチャ構築が不要になり、SIer が設計/作業を行う部分が減少する。
そのため、顧客側の企業としては、内製化が進んでいる企業ほど AWS の活用によるコスト削減や運用などの効率化が進みやすく、SIer への外注が原則となっていて同じ SIer に発注を繰り返しているような企業ほど AWS の活用が進みにくい傾向がある。
近年では CCOE を任命して全社的な対策を行ってクラウド活用を推進し、インフラストラクチャのモダナイゼーションやデジタルトランスフォーメーション（DX）の実現を図る企業も多い。

## スポンサーシップ
2018年7月に、自動車レースのフォーミュラ1（F1）を運営するフォーミュラワン・グループと Amazon.com が提携を結び、以後 F1 のテレビ中継で AWS の機械学習を用いたピットインタイミングの予測、タイヤ消耗量（推定）の表示などが使われている。2022年カナダグランプリのように、AWS が冠スポンサーとなるレースも行われている。
2022年7月には、「リーグ・オブ・レジェンズ」「VALORANT」等のeスポーツタイトルを配信するライアットゲームズとの提携が発表された。競技の統計データの提供や、グローバルなライブコンテンツの制作・配信において、AWSのテクノロジーが活用されている。

## サービス一覧
2023年2月時点で AWS が提供するサービス数は242に上り、様々な分野のサービスが提供されている。ただし、新しくリリースされたサービスや利用シーンが限定されるサービスについては、一部のリージョンでしか利用できない場合がある。
なお、サービス名が Amazon から始まっているものはスタンドアロンサービス（それ単体でサービスとして成立するもの）で、サービス名が AWS で始まっているものはユーティリティサービス（他のサービスと連携して利用するもの）である。Amazon / AWS どちらも名前に付かないサービスも一部存在する。

### コンピューティング
- Amazon Elastic Compute Cloud (EC2) - 仮想サーバーを実行
- VMware Cloud on AWS (VMC on AWS) - AWS と VMware が共同で開発した統合クラウドサービス[59]
- AWS Lambda - イベント発生時にコードを実行
- AWS Auto Scaling - 需要に合わせてリソースをスケール
- AWS Outposts - インフラストラクチャをオンプレミスで実行
- AWS Batch - バッチジョブを実行
- Amazon Elastic Container Service (ECS) - コンテナを管理
- Amazon Elastic Kubernetes Service (EKS) - Kubernetes を管理
- AWS Fargate - コンテナを稼働
- Amazon Lightsail - 仮想プライベートサーバー (VPS)
- Amazon Braket - IonQ等のプロバイダーから提供された量子コンピュータを実行

### ストレージ
- Amazon Elastic Block Store (EBS) - EC2 用のブロックストレージボリューム
- Amazon Elastic File System (EFS) - Linux 向けファイルシステム
- Amazon FSx - Windows 向けファイルシステム
- AWS Storage Gateway - ハイブリッドストレージを統合
- Amazon Simple Storage Service (S3) - オブジェクトストレージ
- Amazon Glacier - アーカイブストレージ
- AWS Backup - EC2、EBS、RDS などのバックアップ
- AWS Snow ファミリー - エッジコンピューティングとストレージのための物理デバイス

### データベース
- Amazon Relational Database Service (RDS) - Amazon Aurora、MySQL、PostgreSQL、Oracle、Microsoft SQL Server などのリレーショナルデータベース
- Amazon RDS on VMware[60] - Amazon RDS を VMware 上で実行
- Amazon Redshift（英語版） - データウェアハウジング
- Amazon DynamoDB - NoSQLデータベース
- Amazon DocumentDB - ドキュメントデータベース
- Amazon ElastiCache（英語版） - インメモリキャッシング（Redisおよびmemcachedとの互換性を有する）

### ネットワークとコンテンツ配信
- AWS Direct Connect - 専用ネットワーク接続
- AWS VPN - 仮想プライベートネットワーク接続
- Amazon Virtual Private Cloud (VPC) - 独立したリソースを定義
- AWS Transit Gateway - VPC を接続
- AWS PrivateLink - AWS でホストされているサービスへのアクセス
- Amazon Route 53（英語版） - DNSサーバ
- Elastic Load Balancing (ELB) - ネットワークロードバランサー。トラフィックを分散
- Amazon CloudFront - CDN。コンテンツ配信を高速化
- Amazon API Gateway - API の構築、デプロイ、管理

### 分析
- Amazon Athena - SQL を使用して S3 でデータをクエリ
- Amazon QuickSight - 分析のためのダッシュボード
- AWS Glue - ETL ツール
- Amazon Kinesis - 動画とデータストリームの分析

### 機械学習
- Amazon Rekognition - 画像と動画を分析
- Amazon Lookout for Vision - 製品欠陥を検出して品質検査を自動化
- Amazon Transcribe - 音声認識
- Amazon Textract - テキストとデータの抽出
- Amazon Translate - 言語翻訳
- Amazon SageMaker - 機械学習モデルを構築
- Amazon Bedrock - 基盤モデル API サービス (生成 AI)

### セキュリティ、アイデンティティ、コンプライアンス
- AWS Identity and Access Management (IAM) - サービスとリソースへのアクセスを管理
- AWS Key Management Service - 暗号化キーの生成と管理
- Amazon Cognito - アプリケーションの ID 管理

- Amazon GuardDuty - 脅威検出
- Amazon Inspector - EC2 と ECR 向けの脆弱性管理
- AWS Firewall Manager - ファイアウォールルールの一元管理
- AWS WAF - ウェブトラフィックをフィルタリング (ウェブアプリケーションファイアウォール)

### その他
- Amazon CloudWatch（英語版） - リソースとアプリケーションのモニタリング[61]
- AWS Systems Manager - システム環境の管理
- Amazon Simple Email Service（英語版） (SES) - インバウンドおよびアウトバウンドメール
- Amazon Simple Notification Service（英語版） (SNS) - SMS、E メール、モバイルプッシュ通知
- Amazon Simple Queue Service (SQS) - メッセージキュー
- Amazon Chime - ビデオ電話、チャット
- AWS Well-Architected Tool - ワークロードの見直しと改善